# Fotocamera
Een fotocamera is een apparaat waarmee fotografische afbeeldingen kunnen worden gemaakt en opgeslagen.

## Geschiedenis

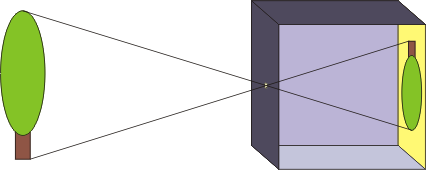
Het principe van de "camera obscura"

Aan de uitvinding van de fotocamera ging de ontwikkeling van de camera obscura vooraf. Uiteindelijk lukte het Niépce in het begin van de negentiende eeuw als eerste om een foto te maken.  
De geschiedenis van de fotografie wordt beschreven in het desbetreffende artikel.

## Camera-indeling

### Beeld- en filmformaat
- rolfilm type 120 of 620: 6 cm brede film met: 8 opnamen 6 × 9 cm, 12 opnamen 6 × 6 cm, 16 opnamen 4 × 4 cm of 4,5 × 6 cm. In panorama camera's (Linhof, Fuji) werd de maat 6 × 17 cm gebruikt.
- 6 × 6 cm (zie boven)
- 4,5 × 6 cm (zie boven)
- rolfilm type 127; 4 cm brede film met: 8 opnamen 4 × 6,5 cm, 12 opnamen 4 × 4 cm opnamen.
- 4 × 4 cm (zie boven)
- kleinbeeld: 35 mm brede film, opnameformaat 24 × 36 mm, in een lichtdichte cassette voor 36, 24 of 12 opnamen.
- halfkleinbeeld: dezelfde kleinbeeldfilm, met een dubbel aantal opnames van 18 × 24 mm.
- Kodak Instamatic
- mini: 16mm-smalfilm met verschillende opnameformaten: 12 × 17 mm etc.
- APS: de film is 24 mm breed met drie opnameformaten H, C en P, er zijn cassettes voor 40, 25 of 15 opnamen.
- wegwerpcamera: met verschillende opnameformaten.

### Opnamemateriaal
- film: een drager met daarop een lichtgevoelige laag.
- digitale beeldsensor: de meest gebruikte beeldsensoren zijn de CCD en de CMOS-chip. Niet alleen het aantal pixels per inch is belangrijk voor de beeldscherpte maar ook de grootte van de sensor. Die is in compact en mobieltjes negen keer kleiner dan de standaard APS-C sensor gebruikt in spiegelreflexcamera's. Sommige spiegelloze digitale camera's gebruiken nu de nog grotere full-frame sensor (dat wil zeggen hetzelfde als voor de vroegere 35mm-film) in plaats van de APS-C sensor of vroeger de Micro Four Thirds sensor (30% minder dan een APS-C).[1]
- directklaar: de foto wordt direct na het nemen ontwikkeld, zonder tussenkomst van een ontwikkelcentrale.

### Sluiter
- centraalsluiter: vaak in objectief ingebouwd.
- spleetsluiter: in de camera ingebouwd vlak voor film of sensor.

### Zoeker
- doorzichtzoeker: een simpel lenssysteem die in een rechte lijn het voorwerp waarneemt, soms met een ingespiegeld kader.
- meetzoeker: doorzichtzoeker met een optisch-mechanisch systeem voor de scherpstelling van het beeld.
- spiegelreflexzoeker: door middel van een ingebouwde spiegel en prisma's wordt via het objectief een exact beeld verkregen van het te fotograferen voorwerp.
- lcd-scherm: kleurenschermpje in afmeting van 1" tot 3", al of niet beweegbaar voor kadering foto en aflezen andere gegevens.Dit schermpje wordt ook gebruikt voor de zgn. Live View-weergave bij een digitale spiegelreflexcamera (mits de mogelijkheid voor Live View op de betreffende DSLR aanwezig is).
- Electronic View Finder: hetzelfde als boven, maar dan via oculair afleesbaar.

### Objectief
- dubbelobjectief: bij sommige camera's, de foto wordt via de onderste lens genomen, de bovenste lens is alleen voor het bepalen van de compositie, zie de tweeogige reflexcamera.
- vast objectief (niet verwisselbaar): vooral toegepast bij compact camera's, zowel analoog als digitaal. Het objectief kan met een vaste of een variabele brandpuntsafstand zijn, een zoomobjectief.
- verwisselbaar objectief: toegepast bij onder andere reflexcamera's en systeemcamera's (reflexcamera's in analoge of digitale uitvoering). Het objectief kan met een vaste of een variabele brandpuntsafstand zijn, een zoomobjectief.
- geen objectief: toegepast bij de gaatjescamera of pinhole camera.

### Globale indeling
Momenteel zijn er grofweg drie soorten camera's te onderscheiden:
- spiegelreflex: met verwisselbare objectief - met APS-C en kleinbeeld beeldchips.
- camera's met vast objectief: van zeer compact camera's tot camera's met enorme zoomlenzen en alles wat daartussen zit.
- systeemcamera's: met verwisselbare objectief en meestal met een APS-C beeldsensor.

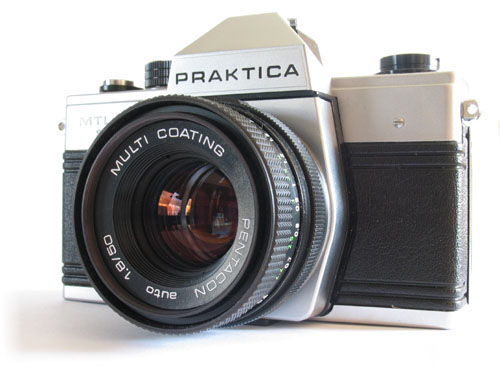
Een analoge eenogige spiegelreflexcamera
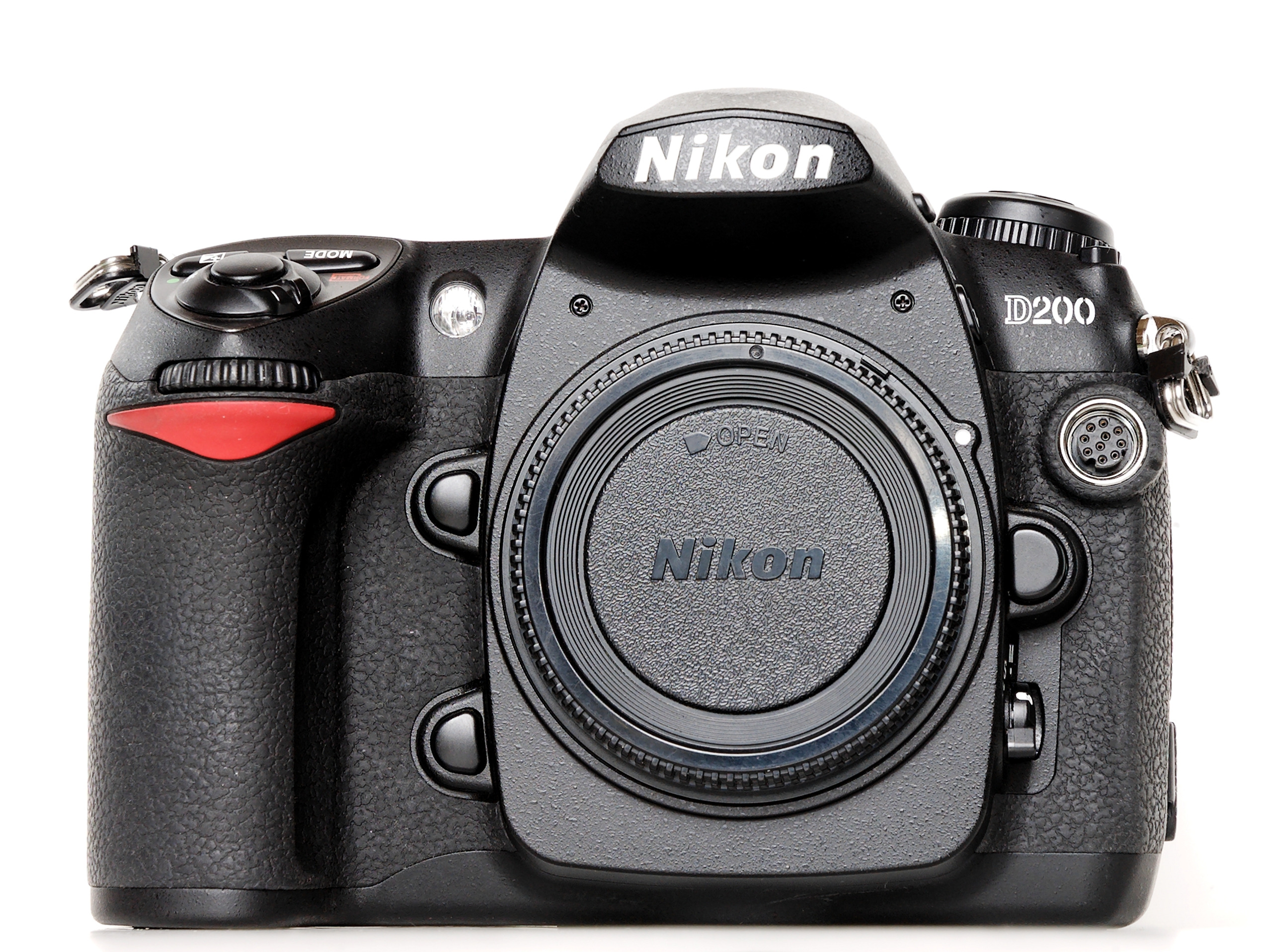
Een digitale eenogige reflexcamera
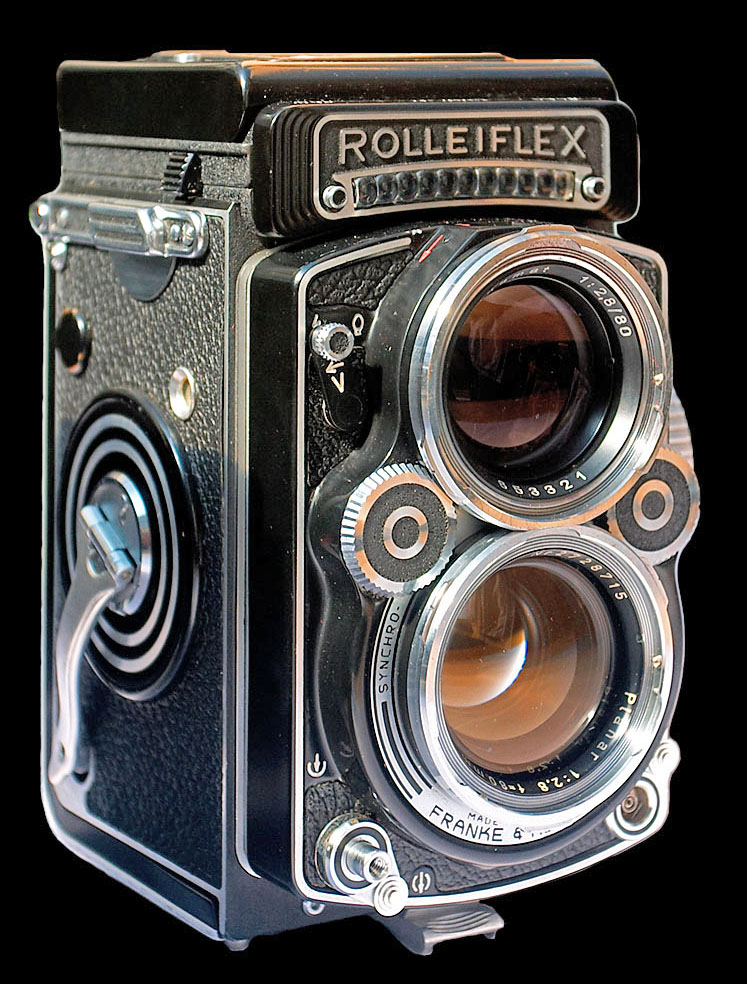
Een tweeogige spiegelreflexcamera
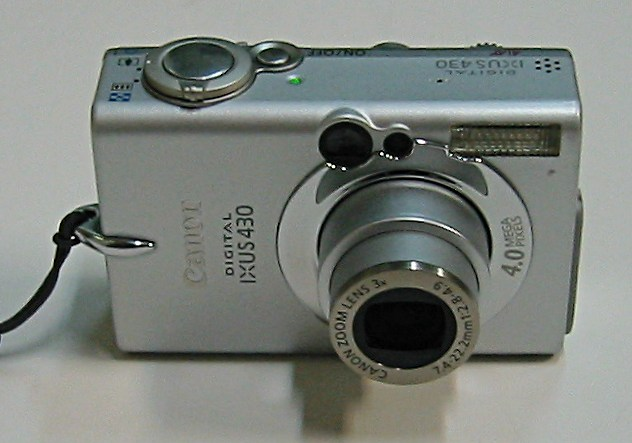
Een camera met een vast objectief
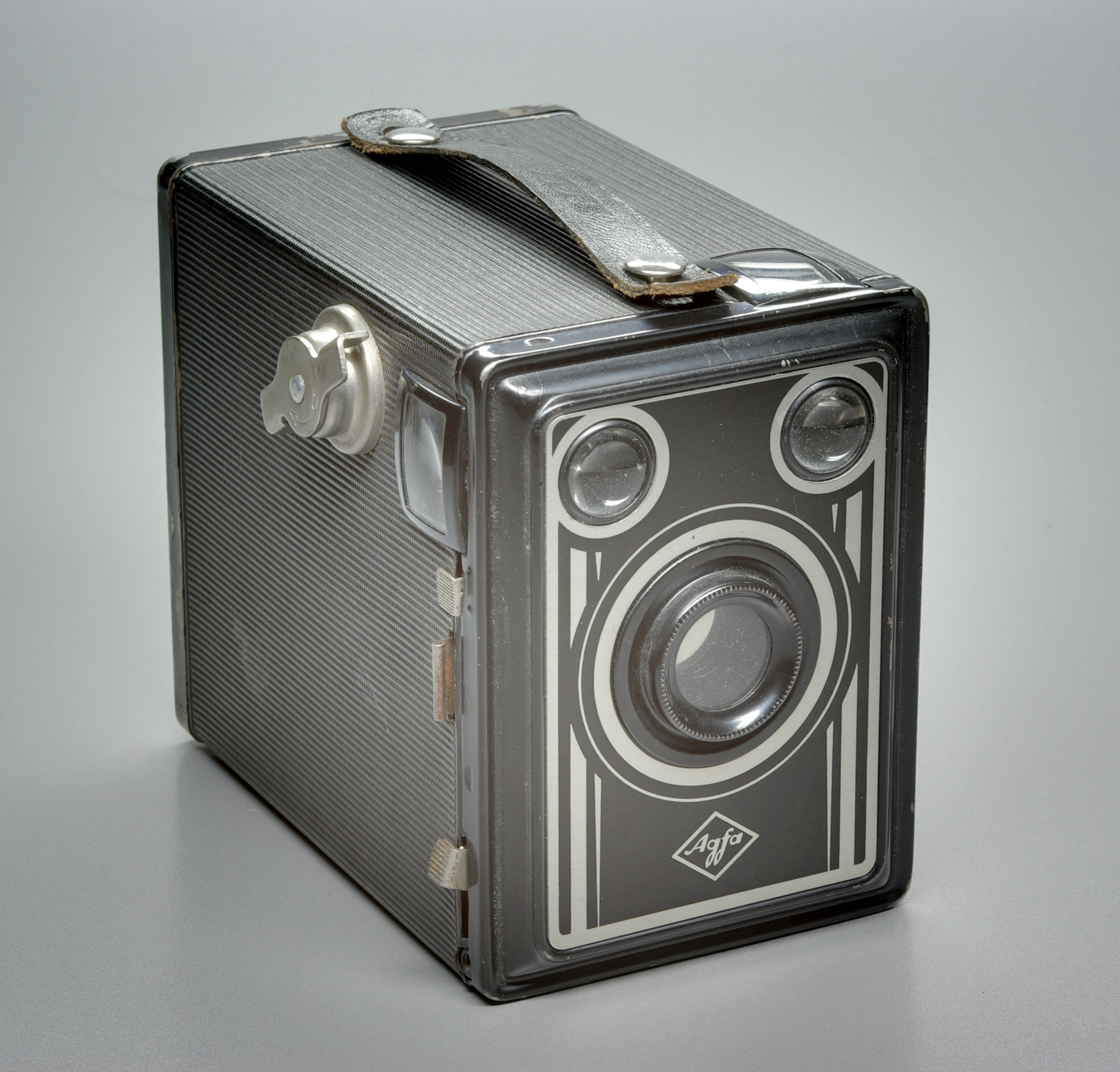
Een rolfilmcamera